# Пастор, Альфонсо
Альфонсо Пастор Вакас (исп. Alfonso Pastor Vacas; родился 4 октября 1997 года, Бухалансе, Испания) — испанский футболист, вратарь футбольного клуба «Леванте».

## Клубная карьера
Альфонсо Пастор является воспитанником «Севильи». За вторую команду дебютировал в матче против футбольного клуба «Альмерия B», где сделал «сухарь». За «Севилью» дебютировал в Лиге чемпионов в матче против «Челси». 22 сентября 2020 сломал палец руки и выбыл на 26 дней.
16 августа 2022 года перешёл в «Кастельон». За клуб дебютировал в матче против «Бильбао Атлетик», где сыграл на ноль.

## Карьера в сборной
Альфонсо Пастор представлял Испанию на чемпионате мира по футболу среди юношеских команд, являясь дублёром Альваро Фернандеса. По итогам турнира сборная Испании завоевала второе место, проиграв в финале сборной Англии.

## Достижения
- Обладатель золотой медали Лиги Европы УЕФА: 2019/20[9]